# Nadine to Roxel
Nadine to Roxel ist eine deutsche Journalistin, Reporterin, Moderatorin und TV-Korrespondentin.

## Leben und Wirken
Nadine to Roxel ist als Reporterin für das RTL-Hauptstadtstudio tätig. Im Zuge ihrer journalistischen Tätigkeit interviewt sie häufig Politiker und ist so oft in verschiedenen Nachrichtenformaten der RTL-Gruppe (meist RTL aktuell und n-tv-Nachrichten) zu sehen. Zudem moderiert sie gelegentlich Wahlsendungen auf n-tv. Zuvor war sie Reporterin für Nordrhein-Westfalen bei RTL West.
Sie ist mit Martin to Roxel verheiratet, der ebenfalls Reporter bei RTL ist.